# Grimmia donniana
Grimmia donniana là một loài Rêu trong họ Grimmiaceae. Loài này được Sm. mô tả khoa học đầu tiên năm 1804.

## Hình ảnh

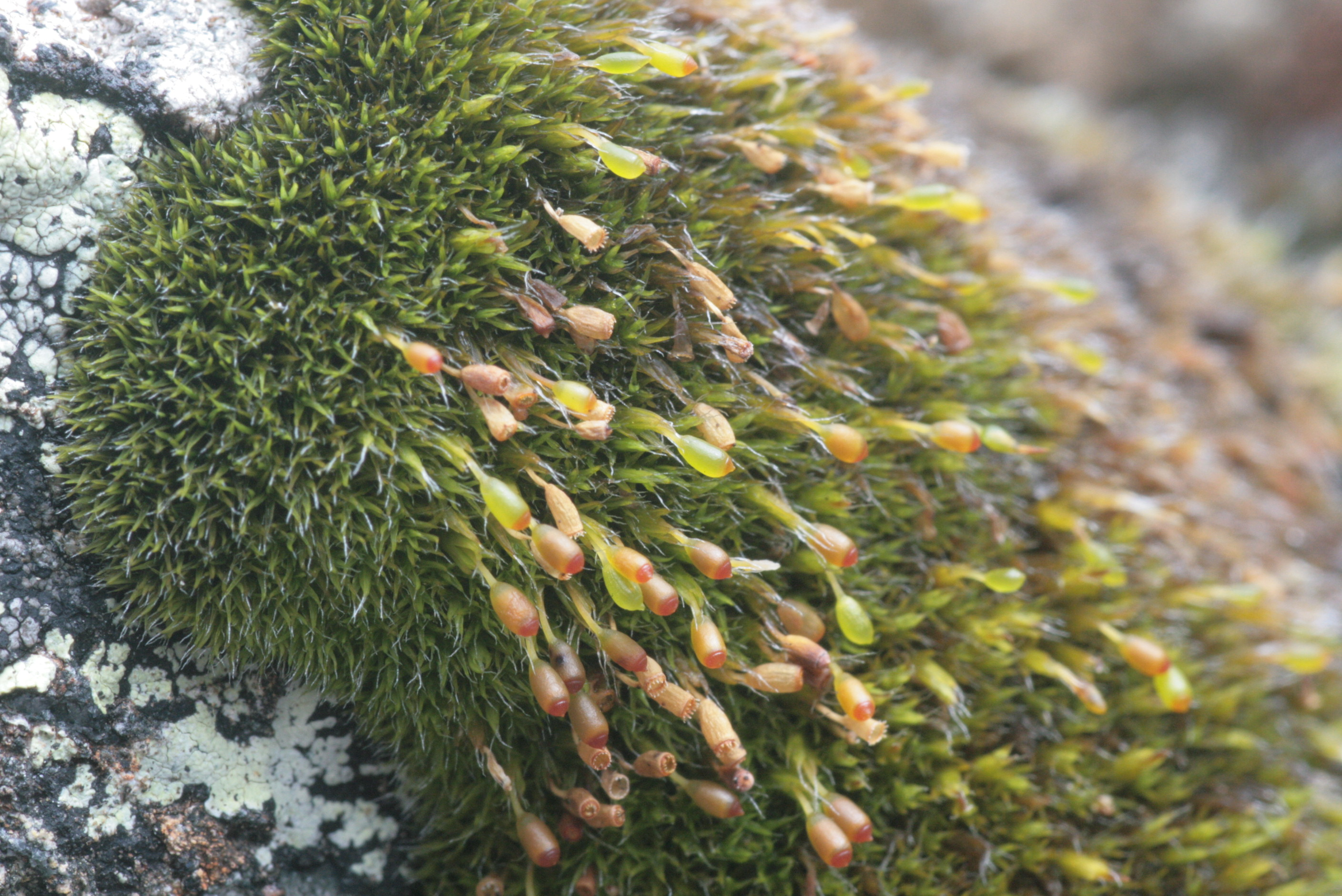
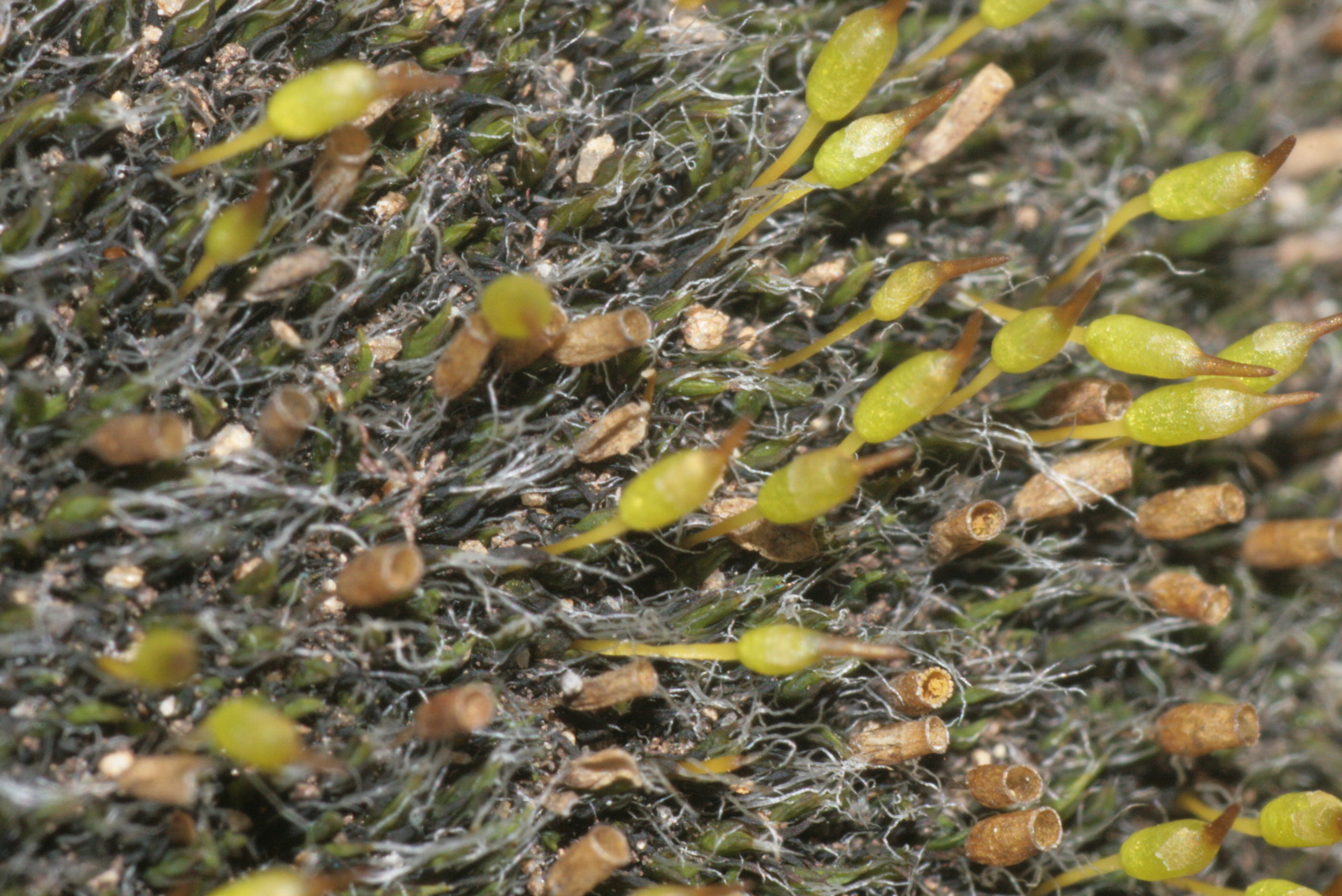
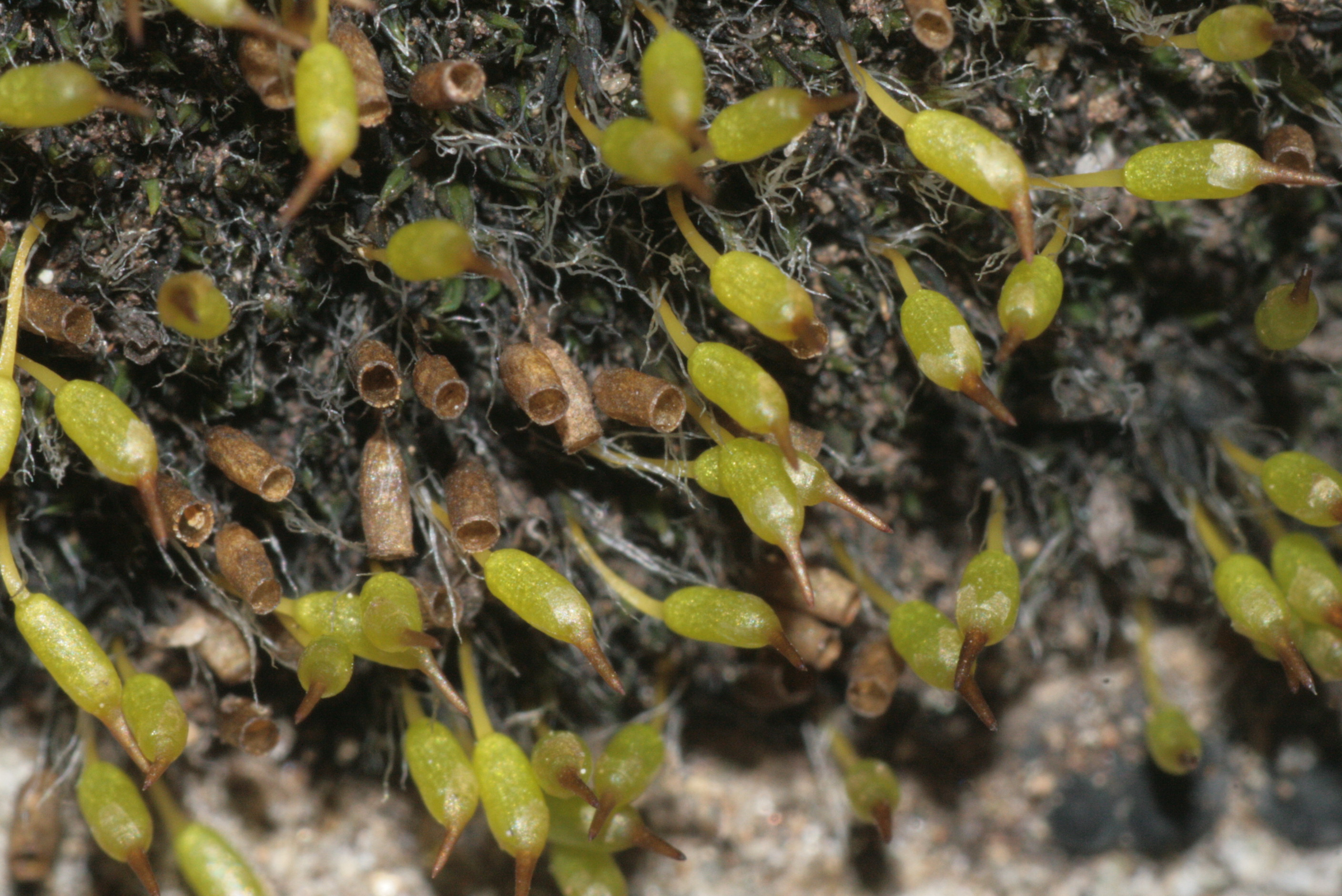
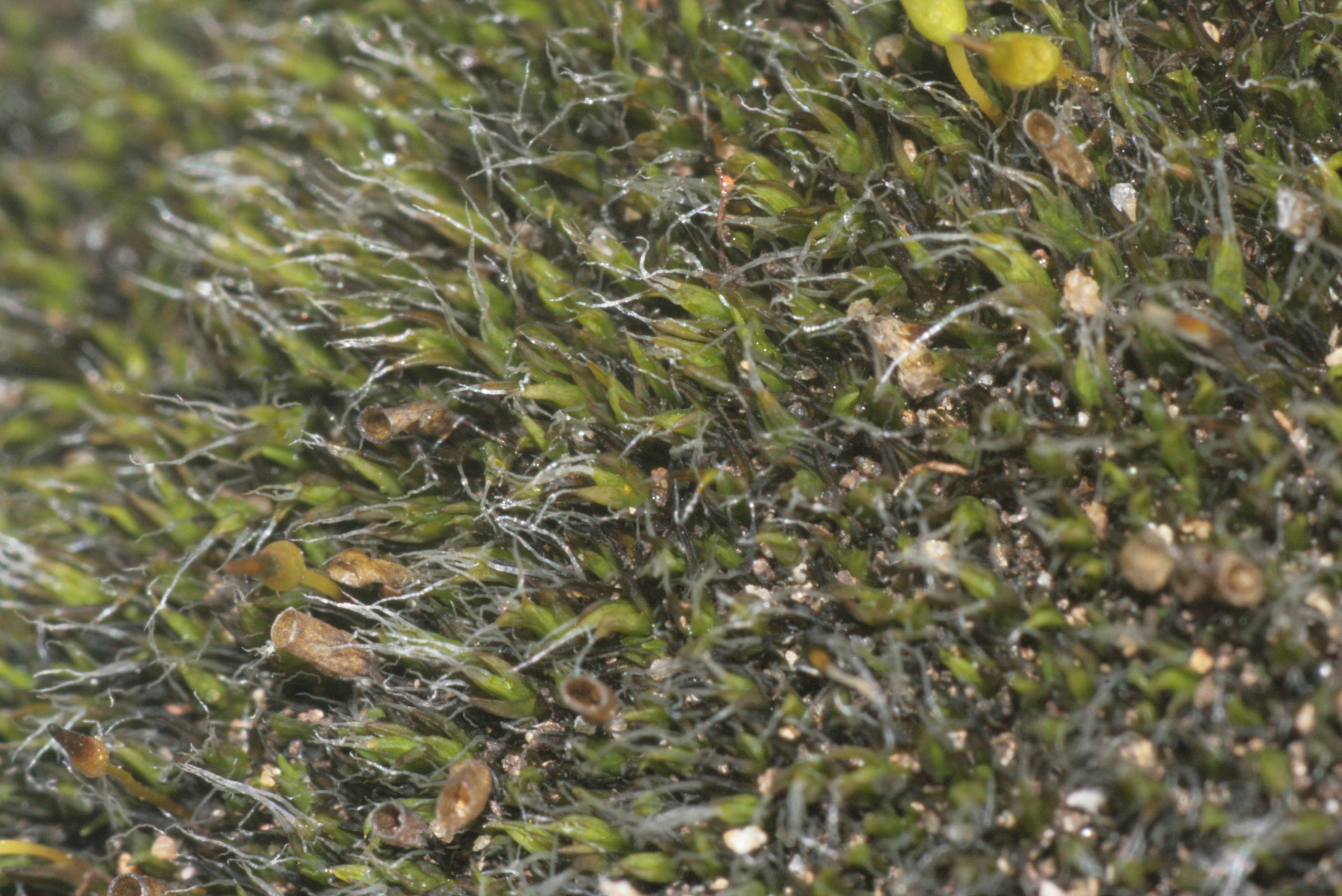